# Chieti F.C. 1922
Il Chieti Football Club 1922, meglio nota come Chieti, è una società calcistica italiana con sede nella città di Chieti. Milita in Serie D, la quarta divisione del campionato italiano.
Fondata nel 1922, rifondata nel 1931, nel 2006 e nel 2017, ha all'attivo quaranta partecipazioni alla terza divisione nazionale, ove il miglior risultato conseguito è un secondo posto. Al 2025 occupa l'ottantaduesimo posto nella graduatoria della tradizione sportiva nazionale.
I colori sociali sono il verde e il nero. Disputa le sue partite interne allo stadio Guido Angelini.

## Storia

### Le origini
Il Chieti fu fondato nel 1922, quando, nella Villa comunale, Nicola De Cesare partorì, con alcuni compagni, l'idea di formare una squadra di calcio cittadina. Subito aderirono altre persone; con la somma di ₤ 0,50 fu pagata la quota sociale e nacque la R.I.S.S. che disputò le prime partite nello storico stadio della Civitella contro squadre militari.
Esisteva negli stessi anni lo Sport Club Chieti, che però da molto tempo non svolgeva nessun'attività sportiva; si decise dunque di far sorgere a Chieti un unico sodalizio calcistico: ci fu una riunione tra le squadre cittadine R.I.S.S., Novelli e Sport Club Chieti che diede forma all'Unione Sportiva Chieti, con presidente Carlo Massangioli, i cui colori sociali, il nero e il verde, si dovevano alla scelta di utilizzare in un primo momento alcune divise del Venezia.
Dal 1925 al 1929 l'Unione Sportiva Pippo Massangioli disputò i campionati di Seconda Divisione Abruzzi.

### L'esordio in Serie C e gli anni cinquanta e sessanta
Dopo diversi campionati nelle serie minori costellati da difficoltà infrastrutturali e finanziarie, l'approdo in Serie C nazionale avvenne nella stagione 1940-1941, nel girone F, nel quale vennero inclusi anche Ascoli, Molinella, Fano, Rimini, Imolese, Forlì, Sambenedettese, Pescara, Teramo, Ravenna e Forlimpopoli. L'allenatore era Orlando Tognotti. Il girone venne vinto dal Pescara, mentre la squadra teatina si classificò al sesto posto. Il miglior marcatore della squadra fu Gino Di Luzio con 8 centri.

Una partita disputata tra Giulianova e Chieti nel 1946

Una buona stagione fu il torneo 1942-1943 in cui il Chieti, allenato da Atro, si classificò secondo alle spalle del Forlì; il miglior realizzatore fu Alfiero Rota con 26 reti. Archiviato questo torneo a causa della seconda guerra mondiale, tutti i campionati furono sospesi. Terminata la guerra la vita riprese normalmente anche nel calcio ed il Chieti, nella stagione 1945-1946, fu ammesso alla Serie C, nel girone B. L'allenatore era Moretti. Al termine della stagione ci fu un quarto posto e, per i colori neroverdi, fu Ciriaco Pietrangeli a risultare il miglior realizzatore, con 16 reti.
La stagione 1951-1952 culminò con una retrocessione; in quella stagione nella panchina del Chieti ci furono due tecnici, Walter Crociani e Umberto De Angelis. Il campionato fu vinto dal Cagliari; capocannoniere della squadra teatina fu Oreste Roccasecca, con 16 reti. Nel campionato 1954-1955 la squadra venne soprannominata dai maggiori quotidiani nazionali il "Milan del sud": il Chieti infatti conseguì 18 partite utili consecutive (la serie fu interrotta solo da una sconfitta per 1-0 a Fermo a gennaio). Il Chieti concluse il campionato al quarto posto con 41 punti ed il capocannoniere fu Armando Esposito. Nella stagione 1957-1958, anche grazie alle 16 reti di Cesare Peruzzi, vi fu il ritorno in Serie C.
Dopo tornei mediocri cominciò l'era di Guido Angelini, presidente dal 1962 al 1977, cui successivamente venne intitolato lo stadio cittadino. La gestione del nuovo presidente segnò da subito un netto cambio di passo, infatti nella stagione 1963-1964 il Chieti, guidato da Domenico "Tom" Rosati, sfiorò la Serie B, classificandosi al secondo posto dietro il Soccer Trani con soli 2 punti di distacco. In quel campionato il campo del Chieti, che all'epoca era ancora lo stadio della Civitella, fu squalificato per sette turni, in quanto, durante una gara tra Chieti e L’Aquila, l'arbitro, dopo alcune decisioni contestate dai tifosi teatini, fu assalito in campo dagli stessi. Il capocannoniere della squadra fu Feliciano Orazi con 13 centri.
Dopo appena due stagioni però la squadra venne nuovamente retrocessa. Era la stagione 1965-1966 e alla guida dei neroverdi c'era Giosuè Stucchi. Il Chieti totalizzò 24 punti e il miglior marcatore fu Paolo Spinelli con sole 4 reti. Nel campionato seguente il Chieti si piazzò al secondo posto dietro il Brindisi, ma la commissione disciplinare indagò su un episodio di corruzione da parte dei pugliesi e, in data 9 settembre 1967 la squadra fu condannata ad una penalizzazione di 15 punti che riportò il Chieti in Serie C. Il capocannoniere della squadra fu Fernando Ascatigno con 17 reti, l'allenatore era Pietro Castignani.

### Gli anni settanta e ottanta: l'epoca di Ezio Volpi

Il Chieti 1970-1971

Nel maggio 1970 venne inaugurato il nuovo stadio Angelini, inizialmente noto come stadio Marrucino. Nell'incontro inaugurale il Chieti affrontò il Milan di fronte a 11 000 persone. Per l'occasione, il fischietto del match fu Concetto Lo Bello. Dal 1970 si susseguirono diversi campionati con discreti piazzamenti, ma nella stagione 1975-1976, ci fu la retrocessione in Serie D. Nella stagione successiva il Chieti tornò in C con al timone Antonio Giammarinaro. I punti finali furono 49, con piazzamento davanti alla Palmese, finita a quota 43. In quell'estate, dopo 15 anni di presidenza, lamentando troppa solitudine al timone della società, Guido Angelini si dimise nel 1977 regalando la società con l'intero parco giocatori al comune di Chieti; l'intero capitale era a quell'epoca di mezzo miliardo di lire.
Gli anni successivi videro un rendimento altalenante della squadra. Sotto la presidenza dei costruttori Dionino Serano e Luciano Marino, il Chieti disputò campionati di alto livello tecnico grazie all’importante e continuo sforzo economico dei due imprenditori teatini, conseguendo in un primo momento buoni risultati sul campo. Ciò nonostante, e a discapito di una rosa giocatori degna di ben altre categorie, arrivò un’inattesa retrocessione nella stagione 1979-1980. L'allenatore era Ezio Volpi. In quella stagione vi furono inattesi problemi finanziari e una serie di licenziamenti fra i dirigenti societari, questi ultimi rei di aver dilapidato con scelte a dir poco discutibili non solo il patrimonio lasciato in eredità da Angelini, ma anche gli ingenti capitali versati dalla nuova proprietà. Solo l’ulteriore intervento economico e la serietà di Serano, Marino e Volpi salvò la squadra dalla bancarotta e dall’eventuale smantellamento. I problemi però si ripercossero sul lato sportivo, e la squadra retrocedette in Serie C2 con soli 28 punti all'attivo, il capocannoniere fu Giorgio Tomba con 8 reti. La crisi societaria, mai del tutto risolta, si trascinò anche l'anno successivo, mentre la denominazione sociale variò in Società Sportiva Chieti Calcio. 

Il Chieti 1977-1978

Nella stagione 1981-1982, con allenatore Tom Rosati e con una squadra formata da giovani, il Chieti retrocedette nel Campionato Interregionale. Negli anni successivi si susseguirono alla presidenza del Chieti prima Sergio Supplizi poi Vittorio Barbiero. I problemi economici condizionarono anche l'estate 1985, ma l'ingresso in società di Mario Mancaniello portò una rinnovata stabilità nella gestione della squadra; vi fu un ulteriore cambio di denominazione in Associazione Calcio Chieti. Il primo anno di presidenza Mancaniello si concluse con un primo posto a pari punti con il Lanciano, seguito dallo spareggio perso ai rigori sul campo neutro di Latina. Il ritorno in C2 si concretizzò l'anno seguente nel campionato 1986-1987, con la nuova denominazione societaria di Chieti Calcio. Al timone della squadra c'era ancora Feliciano Orazi e il capocannoniere della squadra fu Stefano Sgherri.
Nella stagione 1987-1988, che segnò il ritorno dei teatini nel professionismo, il Chieti si piazzò in quinta posizione, mentre nella seguente stagione perse nuovamente ai rigori, sul neutro di Cesena, lo spareggio contro la Ternana per la promozione in Serie C1. Nel 1990-1991, con otto turni di anticipo, i neroverdi tornarono in terza serie, sotto la guida dell'allenatore Ezio Volpi; alla morte del tecnico, pochi anni dopo, gli fu intitolata la curva est dello stadio Angelini.

### Gli anni novanta

Il Chieti 1991-1992

Nel campionato di Serie C1 1991-1992 si mise in mostra l'allora giovane, arrivato a Chieti in prestito dalla Sampdoria, Enrico Chiesa. I problemi però cominciarono presto a riaffiorare: il presidente Mancaniello, la cui attenzione fu distolta anche da problemi personali, iniziò a trascurare la squadra, fino alla retrocessione in Serie C2. Nell'estate 1998 ci fu un avvicendamento societario, ed al posto di Mancaniello subentrò l'imprenditore Pino Albergo.
Il campionato di Serie C2 1998-1999 si concluse con la retrocessione ai play-out contro i siciliani del Gela, che dopo il netto risultato dell'andata di 3 a 0, si imposero con lo stesso risultato anche al ritorno, salvandosi grazie al miglior piazzamento finale in classifica.

Il Chieti 1998-1999

Nell'estate 1999, dopo un nuovo avvicendamento societario, subentrò Antonio Buccilli alla presidenza della squadra. Dopo pochi giorni arrivò anche il ripescaggio in Serie C2; in quella stagione il Chieti riuscì a conquistare la salvezza, battendo ai play-out il Casarano.

### Gli anni duemila: la crisi societaria e la risalita
Nel successivo campionato 2000-2001, nel girone B della Serie C2, il Chieti guidato da Gabriele Morganti, capitano della squadra ai tempi di Mancaniello, ottenne la promozione in Serie C1, vincendo la doppia sfida dei play-off contro il Teramo (1-1 a Teramo con gol teatino di Sanguinetti e 1-0 a Chieti con gol di Pignotti). In quella squadra l'asso fu il romano, ma abruzzese di adozione e di famiglia, Fabio Grosso, e il capocannoniere fu Giuseppe Aquino. Nel biennio 2001-2002 e 2002-2003, sotto la guida del tecnico Piero Braglia, il Chieti offrì un discreto gioco e riuscì a centrare due campionati di medio alta classifica. Il 9 settembre 2001 arrivò la vittoria di misura nel derby d'Abruzzo contro gli storici rivali del Pescara, 1-0 realizzato da Paolo Zaccagnini. Il successivo campionato 2003-2004, sotto la guida di Dino Pagliari, subentrato a Carlo Florimbi, che a sua volta aveva sostituito alla quarta giornata Roberto Alberti, vide il Chieti concludere a ridosso della zona play-off ed ottenere il record di punti ottenuti nel campionato di C1 (48); il miglior realizzatore della squadra fu l'allora giovane Fabio Quagliarella, di proprietà del Torino. Nella stagione 2005-2006 il Chieti conclude il campionato all'ultimo posto; nell'estate due imprenditori romani, Paolo Di Stanislao e Giuseppe Ielo, si dichiarano disposti ad accollarsi parte dei debiti e rilevano la società (come comprovato da regolare atto notarile stipulato in data 9 luglio 2006). Tuttavia, Di Stanislao e Ielo non iscrivono il Chieti Calcio.
Nella stagione 2006-2007 Giustino Angeloni fondò l'Associazione Sportiva Dilettantistica Chieti, che partecipò al girone B del campionato di Promozione Abruzzese guidato dall'allenatore Amedeo Assetta vincendo il campionato con una giornata di anticipo. La vittoria fu piuttosto sofferta, dato che i 13 punti di vantaggio accumulati alla fine del girone di andata furono sciupati mano a mano nel girone di ritorno, in favore dell'inseguitore Casoli. Fu decisiva proprio fu la sfida con il Casoli, giocata a Lanciano per motivi di ordine pubblico, vinta per 1-0 a tre giornate dalla fine del campionato. Nella penultima giornata il Chieti festeggiò la matematica promozione in Eccellenza, dopo la vittoria sul Vestina Penne. I tifosi teatini a seguito della squadra invasero pacificamente il terreno di gara di Penne per festeggiare assieme a giocatori, allenatore e presidente.
Nella stagione 2007-2008 il Chieti festeggiò la promozione in Serie D il 27 aprile 2008 in seguito alla vittoria per 2 a 0 contro il Notaresco giocatasi sul campo neutro di Teramo. A fine stagione i migliori marcatori della squadra neroverde furono capitan Contini (14 gol) e Antignani (11 gol).
Nella stagione 2008-2009 il Chieti giocò nel girone F della Serie D. In questa stagione l'avvio fu pessimo, con soli 2 punti nelle prime 7 giornate, e così la dirigenza effettuò una rivoluzione tecnica, chiamando Pino Giusto in panchina in sostituzione dell'esonerato Rinaldo Cifaldi, mentre nel ruolo di direttore generale arrivò Enzo Nucifora. Quest'ultimo rivoluzionò quasi completamente la rosa, con risultati subito positivi. La squadra, trascinata dai bomber Giuseppe Genchi e Alessio Rosa e dal capitano Alessandro Tatomir, risalì rapidamente la classifica, risultando la squadra con più punti realizzati nel girone di ritorno e concludendo il campionato al quarto posto, guadagnando l'accesso ai play-off dai quali sarà però eliminato per mano del Casoli.
Nella stagione 2009-2010 la società variò nome in Società Sportiva Dilettantistica Chieti, ed in seguito ad una formidabile rimonta, con in panchina il neo tecnico Vincenzo Vivarini, concluse il campionato al primo posto ottenendo la promozione in Lega Pro Seconda Divisione. Dopo 4 anni di permanenza tra i dilettanti la società teatina ritorna in un campionato professionistico, e cambia nuovamente denominazione in Società Sportiva Chieti Calcio.

### Gli anni duemiladieci
La stagione 2010-2011 parte senza grossi proclami da parte della società, che allestisce una squadra molto giovane pur confermando i migliori elementi della stagione precedente (su tutti Rosa, Vitone, Pepe e Mucciante). La stagione inizia molto bene e, prima della pausa natalizia, la compagine teatina si trova in terza posizione (a pari merito con i cugini aquilani) anche grazie al gioco veloce che il tecnico Vivarini ha impresso alla squadra. Chiude il campionato al 6º posto ad un solo punto dalla zona play-off.
Nella stagione 2011-2012 la società teatina allestisce di nuovo una squadra molto giovane, con in panchina il neo tecnico Silvio Paolucci. Al termine della stagione il club riesce a piazzarsi in quarta posizione, qualificandosi ai play-off del campionato 2011-2012: il Chieti vince la semifinale contro l'Aprilia, ma perde la finale contro la Paganese.
Dall'esito di questi play-off ne discende che il Chieti non è riuscito a riapprodare nel campionato professionistico di Lega Pro Prima Divisione (l'ex serie C1).
Nel campionato 2012-2013 il Chieti ottiene la 4ª posizione ma ai play-off viene eliminato da L’Aquila.
Nel campionato 2013-2014 la squadra ha un buon avvio ma, a causa di un girone di ritorno nettamente al di sotto delle aspettative, non riesce a rientrare tra le prime 12 (arriva 15ª) e viene retrocessa in Serie D. La società aggiorna dunque la denominazione in Società Sportiva Dilettantistica Chieti Calcio.
Nella stagione 2014-2015 viene scelto come allenatore Donato Ronci e, dopo varie vicissitudini societarie, le dimissioni del presidente Bellia (il quale resta tuttavia al timone sino al termine della stagione) e la contestazione perenne della tifoseria organizzata, la squadra chiude la stagione al sesto posto (mancando i play-off all'ultima giornata). Dopo diversi incontri e trattative, a inizio giugno arriva la cessione della società ad una cordata romana capeggiata dall'imprenditore Giorgio Pomponi che il 12 giugno in conferenza stampa si presenta ai tifosi con programmi ambiziosi, dichiarando subito che l'obiettivo è quello di riportare, nel giro di una stagione, il Chieti tra i professionisti e di costruire un settore giovanile all'avanguardia.
Nel 2016, dopo una stagione tra molti bassi e pochi alti, Pomponi decide di vendere la società, ma non arrivano proposte serie fino a luglio, quando la società viene ceduta a Mauro Giacomini. Pomponi, tuttavia, visti i lunghi tempi per il closing, decide di iscrivere comunque la squadra al campionato. Successivamente, nel mese di dicembre 2016, la Società Sportiva Dilettantistica Chieti Calcio a r.l. viene dichiarata fallita e viene radiata dalla F.I.G.C. il 6 gennaio 2017 e non porta a termine il campionato. Nel frattempo, viene fondato il Chieti F.C. Torre Alex, che nella stessa stagione 2016-2017 rileva il titolo sportivo della Torre Alex (e come da regolamento deve mantenerne il nome per il primo anno) e gioca in Promozione vincendo il campionato con Giulio Trevisan al timone della società. Nell'estate 2017, poi, tale società diventa Associazione Sportiva Dilettantistica Chieti F.C. 1922 e porta con sé la tradizione e la storia del vecchio sodalizio giocando in Eccellenza, senza brillare, tanto che a fine stagione il presidente Trevisan lascia la società.
All'inizio della stagione 2018-2019, un nuovo gruppo con a capo Filippo Di Giovanni, già presente nel precedente organigramma societario, arriva al timone del club ancora una volta nel tentativo di riportare i neroverdi fuori dal calcio regionale. A fine campionato il Chieti ottiene la promozione diretta e torna in Serie D dopo 2 anni di assenza. Nel luglio 2019 si verifica un altro cambio societario: Giulio Trevisan rientra in qualità di patron, mentre l'imprenditore abruzzese Antonio Mergiotti diventa il nuovo presidente della squadra e la squadra cambia denominazione in Società Sportiva Dilettantistica Chieti F.C. 1922. In seguito alla sospensione dei campionati sancita dalla LND il 9 marzo 2020, la squadra è stata retrocessa in Eccellenza regionale in virtù della posizione di classifica al momento della sospensione dei campionati, non più ripresi e dichiarati conclusi l'8 giugno dal consiglio federale della FIGC a causa della pandemia di COVID-19 in Italia. La decisione della Lega ha reso definitiva la classifica alla ventiseiesima giornata, che vedeva il Chieti in penultima posizione.

### Gli anni duemilaventi
Il Chieti prende quindi parte al campionato di Eccellenza Abruzzo 2020-2021, che a causa del protrarsi della pandemia di COVID-19 in Italia si svolge in un'inedita edizione: vi partecipano solo le squadre che intendono ambire alla vittoria del campionato, con promozione diretta in serie D della prima classificata.
Ad aprile 2021 prende dunque il via un mini torneo al quale partecipano, oltre al Chieti, altre sei formazioni abruzzesi tra le quali le blasonate L'Aquila e Avezzano. Il Chieti conclude la competizione al primo posto posto e viene quindi promosso in serie D 2021-2022.
Nel campionato di serie D 2021-2022 il Chieti si piazza al 12º posto, conquistando la salvezza diretta con un punto di margine sulla zona playout.
Nel corso della stagione 2022-2023 la società viene ceduta all'imprenditore torinese Ettore Serra, il quale dichiara sin da subito di voler riportare i neroverdi tra i professionisti nel giro di tre anni. Il Chieti conclude il campionato di serie D 2022-2023 all'8º posto.
La stagione 2023-2024 prende il via all'insegna dell'entusiasmo. La società, con Demetrio Sartiano nel ruolo di D.G., dichiara espressamente di voler vincere il campionato e, per questo, allestisce una squadra capace sulla carta di centrare la promozione diretta in serie C. Tra gli altri, arriva in neroverde l'attaccante Matteo Ardemagni, circostanza che alimenta ulteriormente l'entusiasmo della piazza.
Il Chieti, con Mauro Chianese alla guida tecnica, pur tra alti e bassi disputa un buon girone d'andata, concluso a quattro punti dalla capolista Campobasso.
Tuttavia, a causa dei risultati comunque altalenanti ed inferiori alle aspettative, la società decide di esonerare Chianese e di affidare l'incarico di allenatore a Gennaro Iezzo. La scelta non si rivelerà azzeccata ed il Chieti, a seguito di un girone di ritorno assai deludente e con la panchina affidata nel finale di stagione a Pasquale Luiso, conclude il campionato all'8º posto.
Nell'estate 2024 il Chieti rischia di non poter perfezionare l'iscrizione al campionato di serie D 2024-2025. La situazione viene sbloccata in extremis con l'intervento degli imprenditori Nicola Di Matteo e Daniele Ferro che versano nelle casse della società le somme necessarie per chiudere le pendenze relative alla stagione precedente e procedere all'iscrizione.
Sotto il profilo tecnico viene attuata una vera e propria rivoluzione con l'avvento di Michele Ciccone nel ruolo di D.S. e Giovanni Ignoffo nel ruolo di allenatore.
Tuttavia, nel mese di settembre 2024 l'85% della società viene ceduto da Ettore Serra al fondo svizzero WIP Finance S.A., che affida la presidenza del club al teatino Giuseppe Gianni Di Labio.

## Colori e simboli

### Colori

Il centrocampista Giovanni Zanotti negli anni 1970 con la classica maglia palata neroverde del Chieti

La scelta dei colori nero e verde risale al 1919, anno nel quale la prima squadra di calcio rappresentativa della città non disponeva di divise proprie: in mancanza dei soldi per comprarle, si dovette ricorrere alle tenute del Venezia, trovate in una cassa proveniente dalla città lagunare insieme a molte altre contenenti i documenti dell'ufficio anagrafe e altro, trasferite a Chieti per editto del re Vittorio Emanuele III, allo scopo di impedire il sequestro da parte delle truppe austro-ungariche in caso di invasione del Veneto dopo la disfatta di Caporetto.
Nella stagione 1931-1932, dopo la non iscrizione della Pippo Massangioli, l'eredità sportiva cittadina passò all'Unione Sportiva Gloria che continuò a utilizzare i propri colori rosso e azzurro. L'anno seguente, con il cambio di denominazione in Chieti vennero, ripristinati i colori verde e nero.

### Simboli ufficiali

#### Stemma
Il gagliardetto della squadra ha subito vari ritocchi negli anni. Recentemente era identificato da uno stemma in stile Milan, successivamente, sotto la guida del presidente Antonio Buccilli, si è passati a un gagliardetto più moderno che ritraeva due strisce (una nera e l'altra verde) attraversare la scritta "CC 1922", ossia Calcio Chieti 1922. Nel 2006, in seguito al fallimento, il gagliardetto dell'A.S.D. Chieti è stato reinventato rudimentalmente in stile Roma. L'ultima modifica è stata apportata nell'estate del 2008 quando al precedente stemma è stato aggiunto su un fianco l'Achille a cavallo, simbolo della città di Chieti e da poco, dunque, anche della squadra locale.
Dal 2015 al 2017, il logo societario è cambiato passando alle quattro chiavi raffigurate agli angoli dello stemma, divise da una croce neroverde. Il logo adottato nel 2017 è il classico ovale con strisce neroverdi ed i simboli della città: la sagoma dell'eroe Achille a cavallo e lo scudo rosso con croce bianca.

Stemma utilizzato dal 2015 al 2017

## Strutture

### Stadio

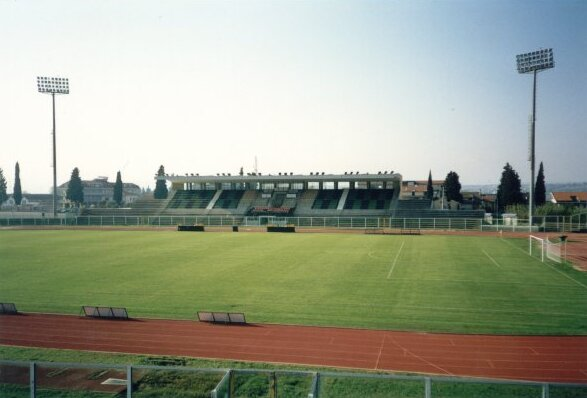
Lo stadio Guido Angelini

Lo stadio Guido Angelini di Chieti fu progettato nel 1969 (come moltissimi in Italia è su base del progetto stadio olimpico del C.O.N.I., un ellissoide con pista e pedane di atletica e fossato intorno) ed entrò in funzione nel maggio del 1970 con un'amichevole Chieti-Milan arbitrata da Concetto Lo Bello, il tutto con una cornice di circa 11 000 spettatori. La partita si concluse sul risultato di 1-6 per il Milan, dopo il vantaggio del Chieti nei minuti iniziali. L'impianto può ospitare 12 750 spettatori ma, causa problemi di adeguamento alle nuove normative e di manutenzione, è, al 2025, omologato per 3999 spettatori.

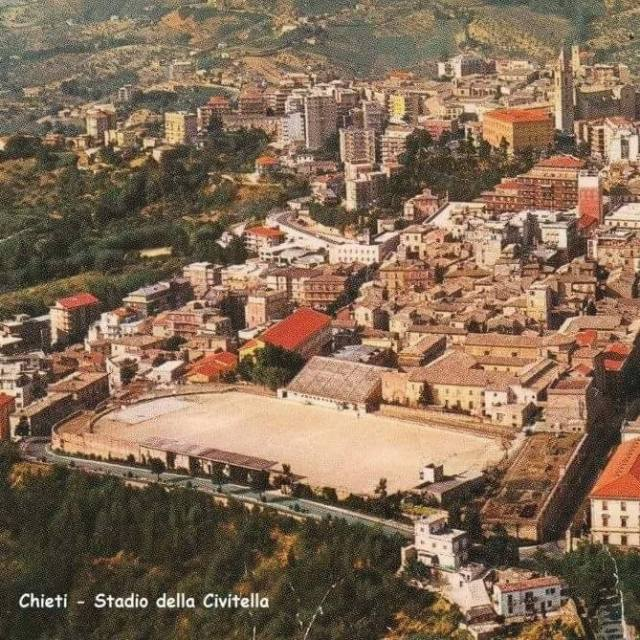
Lo stadio della Civitella

In precedenza, il Chieti disputava le sue gare interne nello stadio della Civitella, utilizzato dal 1922 al 1970.
Sedi sociali
- 1967-1969 Corso Marrucino, 71[32]
- 1969-1971 Corso Marrucino, 81[33]
- 1971-1974 Viale Amendola, 330[34]
- 1974-1975 Viale Amendola, 74[35]
- 1975-? Viale Amendola, 79[36]
- 1991-2001 Viale Abruzzo, 60[37]
- 2001-? Viale Abruzzo, 220[38]
- ?- Stadio Guido Angelini[39]

### Centro di allenamento
La sede degli allenamenti del Chieti è il Campo V. Zappacosta Manoppello Arabona.

## Società

### Organigramma societario
Di seguito l'organigramma societario:
- Altair D'arcangelo - Patron
- Marco Calabrese - CEO
- Gianni Di Labio - Presidente
- Ettore Serra - Vice presidente
- Franca Liani - Presidente onorario
- Luciano Di Giampaolo - Direttore generale
- Alessandro Battisti - Direttore sportivo
- Mino Ianieri - Team manager
- Federico Andrenacci - Scouting
- Stefano Tocci - Segretario
- Avv. Luigi Antonangeli - Ufficio legale
- Paolo Chiparo - Ufficio stampa
- VIRGOLA studio/Stefano Pollio Art Directore - Ufficio marketing

### Sponsor
Di seguito l'elenco degli sponsor tecnici:
- 1980-1986 Ennerre
- 1986-1996 Torello
- 1996-1998 Giosport
- 1998-1999 Kappa
- 1999-2000 Aoesse
- 2000-2001 Valsport
- 2001-2003 Legea
- 2003-2005 Giosport
- 2005-2006 Hummel
- 2006-2007 Mass
- 2007-2008 Erreà
- 2008-2010 Macron
- 2010-2011 Legea
- 2011-2017 Givova
- 2017-2018 Macron
- 2018-2019 Giosport
- 2019-2021 Joma
- 2021-2023 Bedavis
- 2023-2024 Adidas
- 2024-2025 Givova

### Settore giovanile
Il Chieti collabora con la società River Chieti '65 per la gestione del settore giovanile.

## Allenatori e presidenti
Di seguito l'elenco degli allenatori e dei presidenti:
- 1922-1926 ...
- 1926-1929  Desiderio Szerencse[5]
- 1929-1930 Inattivo
- 1930-1932 ...
- 1932-1933  Geza Revez
- 1933-1934  Petrik
- 1934-1935  Armando Canabal
- 1935-1937 Inattivo
- 1937-1938  Domenico De Filippis
- 1938-1939 Inattivo
- 1939-1941  Orlando Tognotti
- 1941-1942  Afro De Pietri
- 1942-1943  Euro Riparbelli
- 1943-1944 Inattivo
- 1944-1945  Guglielmo De Filippis
- 1945-1946  Nicola D’Alessio
- 1946-1947  Angelo Benincasa
- 1947-1948  Angelo Benincasa (1ª-?ª)
 Ferdinando Dal Pont (?ª-28ª)
- 1948-1950  Ferdinando Dal Pont
- 1950-1951  Umberto De Angelis
- 1951-1952  Walter Crociani e  Umberto De Angelis (1ª-?ª)
 Rossini (?ª-?ª)
 Vittorio Dagianti (?ª-34ª)
- 1952-1953  Carminati (1ª-?ª)
 Scaramella (?ª-?ª)
 Elpidio Coppa (?ª-30ª)
- 1953-1954  Elpidio Coppa (1ª-?ª)
 Gastone Boni (?ª-34ª)
- 1954-1955  Vincenzo Marsico
- 1955-1956  Umberto De Angelis
- 1956-1957  Orlando Tognotti
- 1957-1958  Orlando Tognotti (1ª-18ª)
 Valeriano Ottino (19ª-30ª)
- 1958-1959  Valeriano Ottino (1ª-24ª)
 Renzo Menozzi (25ª-34ª)
- 1959-1960  Vincenzo Marsico (1ª-32ª)
 Lo Prete ed  Ermete Novelli (33ª-34ª)
- 1960-1961  Enzo Bellini (1ª-12ª)
 Domenico Rosati e  Guido Di Cosmo (D.T.) (13ª-29ª)
 Ottavio Morgia e  Walter Crociani (30ª-34ª)
- 1961-1963  Ottavio Morgia e  Walter Crociani (D.T.)
- 1963-1964  Domenico Rosati
- 1964-1965  Giacomo Blason (1ª-15ª)
 Pietro Castignani (16ª-34ª)
- 1965-1966  Giosuè Stucchi (1ª-8ª)
 Arnaldo Leonzio (9ª-19ª)
 Giulio Cappelli (20ª-28ª)
 Sebastiano Buzzin e  Cristoforo Pinti (29ª-34ª)
- 1966-1967  Pietro Castignani
- 1967-1968  Leonardo Costagliola (1ª-5ª)
 Oscar Montez (6ª-33ª)
 Riccardo Di Santo e  Cristoforo Pinti (34ª-38ª)
- 1968-1969  Aroldo Collesi
- 1969-1970  Aroldo Collesi (1ª-19ª)
 Angelo Piccioli (20ª-38ª)
- 1970-1971  Alberto Eliani (1ª-23ª)
 Ostavo Mincarelli (24ª-38ª)
- 1971-1972  Pietro Castignani
- 1972-1973  Antonio Angelillo (1ª-22ª)
 Cristoforo Pinti (23ª-38ª)
- 1973-1974  Evaristo Malavasi
- 1974-1975  Leo Zavatti (1ª-7ª)
 Adelmo Capelli (8ª-38ª)
- 1975-1976  Adelmo Capelli (1ª-3ª)
 Cristoforo Pinti (4ª-5ª)
 Omero Tognon (6ª-38ª)
- 1976-1977  Antonio Giammarinaro
- 1977-1978  Antonio Giammarinaro (1ª-8ª)
 Ezio Volpi e  Arturo De Pedri (9ª-38ª)
- 1978-1980  Ezio Volpi
- 1980-1981  Antonio Panzanato[42]
- 1981-1982  Domenico Rosati
- 1982-1983  Bruno Pinna
- 1983-1984  Alberto Baldoni e  Carlo Angelozzi (1ª-15ª)
 Pietro Castignani (16ª-30ª)
- 1984-1985  Vincenzo Zucchini (1ª-7ª)
 Carlo Angelozzi (8ª)
 Valentino Persenda (9ª-19ª)
 Vasco Tagliavini (20ª-30ª)
- 1985-1987  Feliciano Orazi
- 1987-1988  Bruno Pinna (1ª-?ª)
 Antonio Giammarinaro (?ª-34ª)
- 1988-1990  Antonio Giammarinaro
- 1990-1992  Ezio Volpi
- 1992-1993  Gianni Balugani
- 1993-1994  Amedeo Assetta
- 1994-1995  Amedeo Assetta (1ª-14ª)
 Gianni Balugani[43] (15ª-34ª e play-out)
- 1995-1996  Gianni Balugani (1ª-23ª)
 Antonio Giammarinaro (24ª-34ª)
- 1996-1997  Ettore Donati
- 1997-1998  Antonio Antonucci (1ª-8ª)
 Carlo Florimbi (9ª-21ª)
 Stefano Di Chiara[44] (22ª-34ª e play-out)
- 1998-1999  Bruno Pace (1ª-5ª)
 Angelo Orazi (6ª-7ª)
 Bruno Pace (8ª-34ª e play-out)
- 1999-2000  Bruno Pace (1ª-12ª)
 Vincenzo Patania (13ª-19ª)
 Bruno Pace (20ª-34ª)
- 2000-2001  Gabriele Morganti
- 2001-2003  Piero Braglia
- 2003-2004  Roberto Alberti Mazzaferro (1ª-4ª)
 Carlo Florimbi (5ª-19ª)
 Dino Pagliari (20ª-34ª)
- 2004-2005  Ettore Donati
- 2005-2006  Gabriele Morganti
- 2006-2007  Amedeo Assetta
- 2007-2008  Rinaldo Cifaldi
- 2008-2009  Rinaldo Cifaldi (1ª-4ª)
 Giuseppe Giusto (5ª-34ª e play-off)
- 2009-2011  Vincenzo Vivarini
- 2011-2012  Silvio Paolucci
- 2012-2013  Tiziano De Patre
- 2013-2014  Giuseppe Di Meo (1ª-19ª)
 Tiziano De Patre (20ª-30ª)
 Giuseppe Di Meo (31ª-34ª)
- 2014-2015  Donato Ronci
- 2015-2016  Umberto Marino
- 2016-2017  Nevio Orlandi
- 2017-2018  Gabriele Aielli (1ª-17ª)
 Umberto Marino (18ª-34ª e play-off)
- 2018-2019  Umberto Marino (1ª-6ª)
 Alessandro Lucarelli (7ª-34ª)
- 2019-2020  Alessandro Grandoni (1ª-12ª)
 Giuseppe Di Meo (13ª-20ª)
 Alessandro Grandoni (21ª-26ª)
- 2020-2022  Alessandro Lucarelli
- 2022-2023  Corrado Cotta (1ª-10ª)
 Mauro Chianese (11ª-34ª)
- 2023-2024  Mauro Chianese (1ª-17ª)
 Gennaro Iezzo (18ª-24ª)
 Pasquale Luiso (25ª-34ª)
- 2024-2025  Giovanni Ignoffo (1ª-14ª)
 Daniele Amaolo (15ª-34ª e playoff)
- 2025-  Francesco Del Zotti (1ª-)

- 1922-1929  Carlo Massangioli[3][4][5]
- 1929-1930 Inattivo
- 1930-1931 ...
- 1931-1932  Zecca
- 1932-1935  Carlo Boselli
- 1935-1937 Inattivo
- 1937-1938 ...
- 1938-1939 Inattivo
- 1939-1940  Carlo Boselli
 Giustino Nucci
- 1940-1941  Ettore Campitelli
- 1941-1942  Antonio Faggiotto
- 1942-1943  Giustino Nucci
- 1943-1944 Inattivo
- 1944-1948  Nicola D'Alessio
- 1948-1950  Attilio Barattucci
- 1950-1951  Arrigo Chiavegatti
 Albertazzi (Comm. straor.)
- 1951-1953  Arrigo Chiavegatti
- 1953-1954  Giuseppe Taralli
- 1954-1956 ...
- 1956-1960  Luigi Marinelli
- 1960-1961  Germano Belli
- 1961-1962  Germano Belli
Carica vacante[45]
- 1962-1977  Guido Angelini[46][47]
- 1977-1980  Dionino Serano
 Luciano Marino
- 1980-1981  Antonio Zinni
 Franco Mammarella
 Giovanni Secondini (Comm. liquidatore)
- 1981-1982  Carlo De Virgiliis (Comm. straor.)
- 1982-1983  Sergio Supplizi
- 1983-1985  Vittorio Barbiero
- 1985-1997  Mario Gaini
- 1997-1998  Giuseppe Albergo
- 1998-2006  Antonio Buccilli[46]
- 2006-2007  Giustino Angeloni
- 2007-2009  Alfiero Marcotullio e  Marcello La Rovere
- 2009-2015  Walter Bellia[48]
- 2015-2017  Aldo Savastano[48]
- 2017-2018  Giulio Trevisan
- 2018-2019  Filippo Di Giovanni
- 2019-2022  Antonio Mergiotti
- 2022-2024  Ettore Serra
- 2024-  Giuseppe Gianni Di Labio

## Calciatori

### Capitani
- ... (1922-1999)
- Giuseppe Carillo (1999-2000)
- Alessandro Battisti (2000-2002)
- Gianluca Zattarin (2002-2003)
- Giuseppe Petitto (2003-2004)
- Ivan Rajčić (2004)
- Arnaldo Bonfanti (2005)
- Alessandro Battisti,  Francesco Tomei,  Domenico Di Cecco (2005-2006)
- Francesco Marchetti (2006-2007)
- Roberto Contini (2007-2009)
- Tiziano Mucciante (2009-2011)
- Alessio Rosa (2011)
- Alfonso Pepe (2012-2013)
- Riccardo Berardino (2013-2014)
- Federico Del Grosso (2014-2016)
- Francesco D'Addazio (2016-2017)[49]
- Fabio Lalli (2017-2018)[50]
- Daniele Ricci (2018-2020)[51]
- Marco Croce (2020)
- Guido Galli (2020-2021)
- Antonio Aquilanti (2021-?)
- Manfredo Pietrantonio (?-2022)
- Michele Spinelli (2022-2023)
- Ameth Fall (2023)
- Cosimo Forgione (2024-)

## Palmarès

### Competizioni interregionali
- Serie C2: 1

1990-1991 (girone C)
- Serie D: 3

1966-1967 (girone E), 1976-1977 (girone G), 2009-2010 (girone F)
- Campionato Interregionale: 1

1986-1987 (girone H)
- Coppa Italia Dilettanti (Fase Interregionale): 1

1986-1987

### Competizioni regionali
- Eccellenza: 3

2007-2008, 2018-2019, 2020-2021
- Promozione: 2

1950-1951 (girone L), 2006-2007 (girone B)
- Seconda Divisione: 1

1932-1933
- Coppa Nello Mancini: 1

2006-2007

## Statistiche e record

### Partecipazione ai campionati
Campionati nazionali
| Livello | Categoria                                   | Partecipazioni | Debutto   | Ultima stagione | Totale |
| ------- | ------------------------------------------- | -------------- | --------- | --------------- | ------ |
| 3º      | Seconda Divisione                           | 2              | 1926-1927 | 1927-1928       | 40     |
| 3º      | Campionato Meridionale                      | 1              | 1928-1929 | 1928-1929       | 40     |
| 3º      | Serie C                                     | 25             | 1940-1941 | 1977-1978       | 40     |
| 3º      | Serie C1                                    | 12             | 1978-1979 | 2005-2006       | 40     |
| 4º      | Seconda Divisione                           | 1              | 1929-1930 | 1929-1930       | 36     |
| 4º      | Promozione                                  | 3              | 1948-1949 | 1950-1951       | 36     |
| 4º      | IV Serie                                    | 5              | 1952-1953 | 1956-1957       | 36     |
| 4º      | Campionato Interregionale - Prima Categoria | 1              | 1957-1958 | 1957-1958       | 36     |
| 4º      | Serie D                                     | 11             | 1966-1967 | 2025-2026       | 36     |
| 4º      | Serie C2                                    | 11             | 1980-1981 | 2000-2001       | 36     |
| 4º      | Lega Pro Seconda Divisione                  | 4              | 2010-2011 | 2013-2014       | 36     |
| 5º      | Campionato Interregionale                   | 5              | 1982-1983 | 1986-1987       | 7      |
| 5º      | Serie D                                     | 2              | 2008-2009 | 2009-2010       | 7      |

Campionati regionali
| Livello | Categoria         | Partecipazioni | Debutto   | Ultima stagione | Totale |
| ------- | ----------------- | -------------- | --------- | --------------- | ------ |
| I       | Seconda Divisione | 6              | 1925-1926 | 1934-1935       | 12     |
| I       | Prima Divisione   | 2              | 1937-1938 | 1939-1940       | 12     |
| I       | Eccellenza        | 4              | 2007-2008 | 2020-2021       | 12     |
| II      | Promozione        | 1              | 2006-2007 | 2006-2007       | 1      |

### Partecipazione alle coppe
Coppe nazionali
| Competizione                    | Partecipazioni | Debutto   | Ultima stagione | Totale |
| ------------------------------- | -------------- | --------- | --------------- | ------ |
| Coppa Italia                    | 3              | 1940-1941 | 2012-2013       | 3      |
| Coppa Italia Semiprofessionisti | 9              | 1972-1973 | 1980-1981       | 33     |
| Coppa Italia Serie C            | 20             | 1981-1982 | 2005-2006       | 33     |
| Coppa Italia Lega Pro           | 4              | 2010-2011 | 2013-2014       | 33     |
| Poule Scudetto                  | 1              | 2009-2010 | 2009-2010       | 1      |
| Coppa Italia Serie D            | 11             | 2008-2009 | 2025-2026       | 11     |
| Coppa Italia Dilettanti         | 5              | 1982-1983 | 1986-1987       | 5      |

Coppe regionali
| Competizione                    | Partecipazioni | Debutto   | Ultima stagione | Totale |
| ------------------------------- | -------------- | --------- | --------------- | ------ |
| Coppa Nello Mancini             | 1              | 2006-2007 | 2006-2007       | 1      |
| Coppa Italia Dilettanti Abruzzo | 4              | 2007-2008 | 2020-2021       | 4      |

### Partecipazione ai tornei internazionali
| Competizione         | Partecipazioni | Debutto | Ultima stagione | Totale |
| -------------------- | -------------- | ------- | --------------- | ------ |
| Coppa Anglo-Italiana | 1              | 1979    | 1979            | 1      |

### Statistiche di squadra
Il Chieti ha disputato in totale 92 stagioni calcistiche. 79 sono i campionati disputati a carattere interregionale, dei quali 40 di terzo livello, 32 di quarto livello e 7 di quinto. Le stagioni di carattere regionale a cui la squadra ha partecipato sono 13, di cui 12 nel primo livello regionale e 1 nel secondo.
Per quanto riguarda le coppe si conta una partecipazione a livello internazionale, nel 1979. Sono invece 49 le coppe in cui la squadra ha partecipato a livello nazionale. Nelle coppe regionali il club ha partecipato per 5 volte.

### Statistiche individuali
Il miglior marcatore del Chieti di sempre è Alfiero Rota, che tra il 1940 e il 1947 ha realizzato 70 reti. Il calciatore che ha invece collezionato il maggior numero di presenze è Arturo De Pedri, che conta 273 apparizioni dal 1964 al 1974.
Di seguito le tabelle con i record di presenze e reti:
| Record di presenze - 273 Arturo De Pedri (1964-1974) - 250 Guido Di Luzio (1937-1953) - 246 Walter Berardi (1968-1985) - 244 Nino Frati (1950-1960) - 212 Giovanni Zanotti (1970-1976) - 191 Guido Micolucci (1946-1954) - 185 Romeo Campagnola (1968-1972) - 179 Stefano Sgherri (1986-1999) - 178 Giuseppe De Amicis (1986-1993) - 169 Cristoforo Pinti (1942-1951) | Record di reti - 70 Alfiero Rota (1940-1947) - 69 Armando Esposito (1950-1955) - 56 Stefano Sgherri (1986-1999) - 53 Walter Berardi (1968-1985) - 44 Luca Fichera (1946-1952) - 35 Fabio Fiaschi (1984-1989) - 34 Corrado Baglieri (1988-1996) - 33 Alessio Rosa (2008-2012) - 32 Carmelo Genovasi (1986-1989) - 32 Cesare Rizzoli (1924-1931) |

## Tifoseria

### Storia
Il tifo a Chieti ha origini molto lontane, intorno al 1974-1975. I Fedelissimi, primo club cittadino, organizzano tifo e trasferte alle quali partecipano anche gli Ultras, gruppo formato da giovani.
Nei primi anni ottanta si formano vari gruppi (Sconvolts, Fedayn, Viking). Con il ritorno tra i professionisti nel 1987 la curva si dà un assetto organizzativo più adeguato; nascono tanti nuovi gruppi fra cui gli Achaean Generation, che sono i successori degli Ultras nella guida della curva; la loro nascita ha come data storica il 10 marzo del 1985. Gli Achaean Generation sono protagonisti di tante trasferte, oltre che delle gare interne, fino al loro scioglimento nel 1996. Amiterno's Brothers, Supporters Village, Indians Scalo, Club Luciano Novembrini e Filippone Neroverde contribuiscono al tifo della curva nei quattro anni di Serie C2. Nel frattempo nascono altri gruppi tra cui gli Irriducibili Scalo (gruppo fondato nel 1989).
La promozione in Serie C1 delinea un nuovo scenario per la tifoseria che si trasferisce nell'altra curva resa più capiente e successivamente intitolata ad Ezio Volpi, allenatore del ritorno della squadra in Serie C1. Al fianco di Achaean e Irriducibili, nascono gli Ultras '74, formati in prevalenza da appartenenti al gruppo Filippone Neroverde, e altri gruppi, tra cui Gente Persa, Skins, Boys, Levante Neroverde, Wanderers. Nelle annate immediatamente successive si delinea una situazione anomala in Curva Volpi, dove vi sono contrasti interni tra Achaeans e Irriducibili (ai quali si sono uniti gli Ultras '74).
Il torneo peggiore, sia a livello di curva che di squadra, è il 1995-1996. Gli Achaean Generation proprio in quest'anno decidono di sciogliersi, anche se questo non è stato mai ufficializzato. In questi anni Irriducibili e 330 s.l.m. seguono il Chieti, anche se in poche unità, fino in Campania, Puglia e Sicilia; nel 2000-2001, con la promozione in C1, si formano Vecchia Guardia e Planet Chieti e nello stesso anno tornano in curva gli Achaean oltre che ai ragazzi del Levante.
Successivamente, nonostante il fallimento che ha portato all'iscrizione al campionato di Promozione prima ed Eccellenza poi, il tifo in curva riesce a mantenersi attivo. Vi furono oltre 1 800 presenze per lo scontro diretto con il Casoli sul neutro di Lanciano nella stagione 2006-2007 (campionato di Promozione) e oltre 4 000 spettatori registrati nelle partite interne contro L’Aquila e Casoli nella stagione 2007-2008, culminata poi con la promozione nel match finale contro il Notaresco sul neutro di Teramo, sui cui spalti erano presenti oltre 2 000 spettatori.
Il principale gruppo è quello degli 89 Mai Domi, fondati dopo lo scioglimento degli Irriducibili nel 2013.
Secondo l'osservatorio nazionale sulle manifestazioni sportive, la tifoseria è dell'area dell'estrema destra.

### Gemellaggi e rivalità
La tifoseria del Chieti dopo la rottura del gemellaggio con Monopoli, L'Aquila, Sambenedettese e Arezzo, ha mantenuto la storica amicizia con la tifoseria del Termoli. Si registrano rapporti di amicizia con le tifoserie di Matese, San Salvo, Sant'Egidio, Lazio e Giuliano. 
Le principali rivalità riguardano altre squadre abruzzesi come Lanciano , Teramo , Avezzano  e Vastese.